# Taeniophallus
Taeniophallus is een geslacht van slangen uit de familie toornslangachtigen (Colubridae) en de onderfamilie Dipsadinae.

## Naam en indeling
De wetenschappelijke naam van de groep werd voor het eerst voorgesteld door Edward Drinker Cope in 1895. Er zijn negen verschillende soorten, inclusief de pas in 2008 wetenschappelijk beschreven soort Taeniophallus quadriocellatus. De slangen werden eerder aan andere geslachten toegekend, zoals Dromicus, Enicognathus, Coronella, Rhadinaea en Liophis.

## Verspreiding en habitat
Alle soorten komen voor in delen van Zuid-Amerika en leven in de landen Peru, Bolivia, Paraguay, Argentinië, Colombia, Brazilië, Uruguay, Suriname en Frans-Guyana. De habitat bestaat uit vochtige tropische en subtropische berg- en laaglandbossen, drogere bossen, graslanden en savannen.

## Beschermingsstatus
Door de internationale natuurbeschermingsorganisatie IUCN is aan alle soorten een beschermingsstatus toegewezen. Acht soorten worden beschouwd als 'veilig' (Least Concern of LC) en de soort Taeniophallus nebularis staat te boek als 'ernstig bedreigd' (Critically Endangered of CR).

## Soorten
Het geslacht omvat de volgende soorten, met de auteur en het verspreidingsgebied.
| Naam                          | Auteur                              | Verspreidingsgebied                                              | Beschermingsstatus |
| ----------------------------- | ----------------------------------- | ---------------------------------------------------------------- | ------------------ |
| Taeniophallus affinis         | Günther, 1858                       | Brazilië                                                         |                    |
| Taeniophallus bilineatus      | Fischer, 1885                       | Brazilië                                                         |                    |
| Taeniophallus brevirostris    | Peters, 1863                        | Brazilië, Suriname, Frans-Guyana, Colombia, Bolivia, Peru        |                    |
| Taeniophallus nebularis       | Schargel, Rivas & Myers, 2005       | Venezuela                                                        |                    |
| Taeniophallus nicagus         | Cope, 1868                          | Suriname, Brazilië, Frans-Guyana                                 |                    |
| Taeniophallus occipitalis     | Jan, 1863                           | Peru, Bolivia, Paraguay, Argentinië, Colombia, Brazilië, Uruguay |                    |
| Taeniophallus persimilis      | Cope, 1869                          | Brazilië                                                         |                    |
| Taeniophallus poecilopogon    | Cope, 1863                          | Brazilië, Uruguay, Argentinië                                    |                    |
| Taeniophallus quadriocellatus | Santos, Di-Bernardo & de Lema, 2008 | Brazilië                                                         |                    |